# Uli Latukefu
Talia'uli Latukefu (2 agosto 1983) è un attore e cantante australiano.

## Biografia
Di origini tongane, si è laureato al National Institute of Dramatic Art di Sydney.

## Filmografia

### Cinema
- Alien: Covenant, regia di Ridley Scott (2017)
- La battaglia di Long Tan (Danger Close The Battle of Long Tan), regia di Kriv Stenders (2019)
- The Legend of Baron To'a, regia di Kiel McNaughton (2020)
- June Again, regia di JJ Winlove (2020)
- Black Site - La tana del lupo (Black Site), regia di Sophia Banks (2022)
- Black Adam, regia di Jaume Collet-Serra (2022)
- Chi segna vince (Next Goal Wins), regia di Taika Waititi (2023)
- MaXXXine, regia di Ti West (2024)

### Televisione
- Jonah from Tonga – serie TV, 5 episodi (2014)
- Devil's Playground – serie TV, 6 episodi (2014)
- Marco Polo – serie TV, 20 episodi (2014-2016)
- Re di cuori – serie TV, 13 episodi (2017-2019)
- Sando – miniserie TV, 6 puntate (2018)
- Harrow – serie TV, 8 episodi (2018)
- The End – serie TV, 6 episodi (2020)
- Young Rock – serie TV, 31 episodi (2021-2023)
- L'ultimo boss di Kings Cross (Last King of the Cross) – serie TV, 16 episodi (2023-2024)
- Countdown – serie TV, 13 episodi (2025)

## Doppiatori italiani
Nelle versioni in italiano delle opere in cui ha recitato, Uli Latukefu è stato doppiato da:
- Stefano Andrea Macchi in Alien: Covenant, Marco Polo
- Gabriele Sabatini in Chi segna vince, Countdown
- Marco Vivio in Harrow
- Riccardo Burbi in MaXXXine
- Stefano Sperduti in Black Site - La tana del lupo
- Manuel Meli in Young Rock